# Новотюменцево
Новотюме́нцево (рос. Новотюменцево) — селище у складі Благовіщенського району Алтайського краю, Росія. Входить до складу Новокулундінської сільської ради.

## Населення
Населення — 207 осіб (2010; 280 у 2002).
Національний склад (станом на 2002 рік):
- росіяни — 98 %